# Mullus barbatus
Mullus barbatus o triglia di fango è un pesce d'acqua salata appartenente alla famiglia dei Mullidae.

## Distribuzione e sottospecie
Questa specie è stata classificata in due sottospecie distinte:
- Mullus barbatus barbatus, diffusa nel mar Mediterraneo e nell'Oceano Atlantico orientale tra La Manica ed il Senegal e
- Mullus barbatus ponticus, presente solo nei mari Nero e d'Azov.

## Habitat
Questa specie frequenta fondi sabbiosi e fangosi a profondità comprese tra pochi centimetri e alcune centinaia di metri. Di solito in acque molto basse si incontrano solo i giovani.

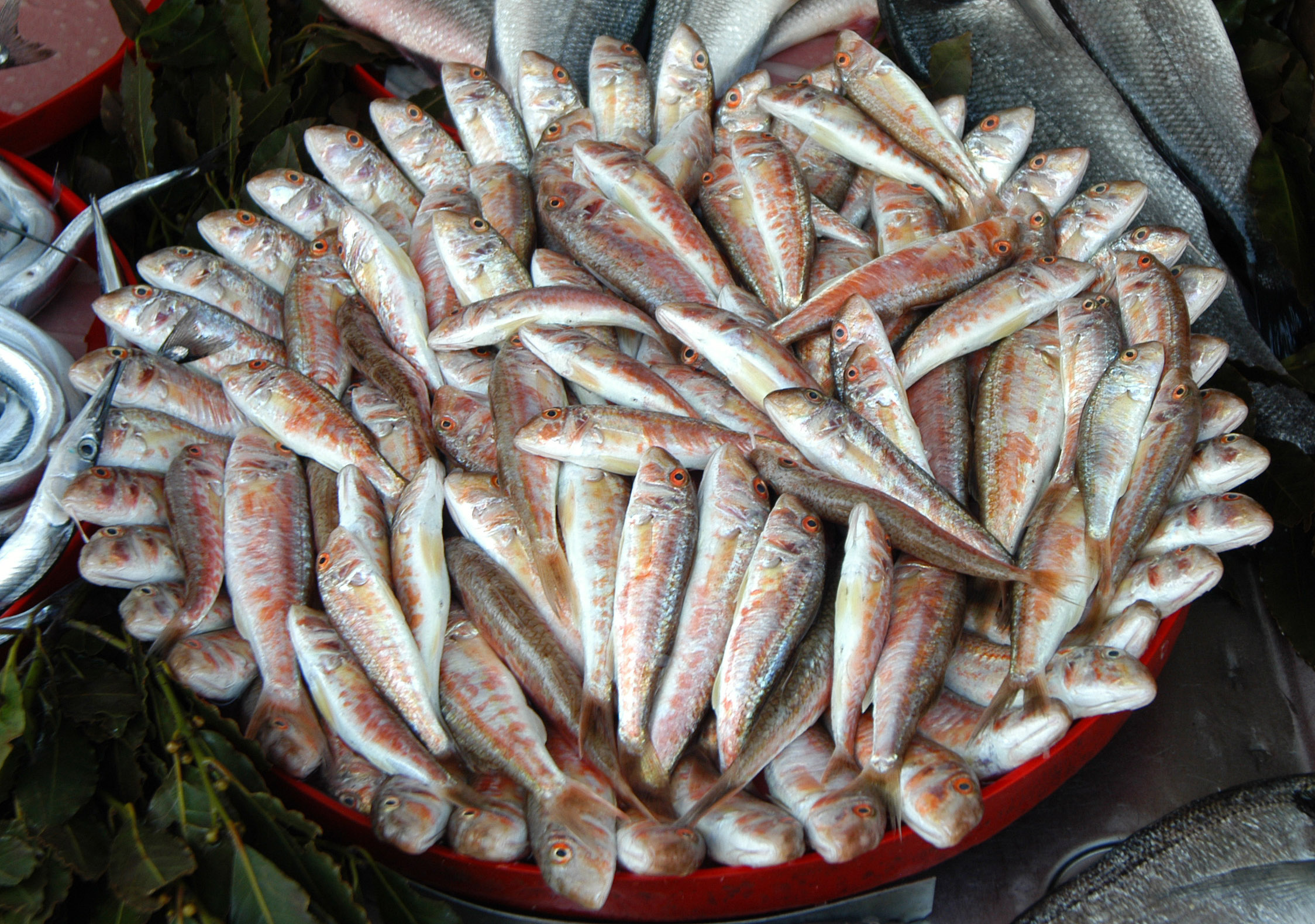
Esemplari pescati della sottospecie mediterranea, Mullus barbatus barbatus

## Pesca
Questa specie costituisce una preda di notevole importanza per la pesca professionale, soprattutto per quella con reti a strascico.